# No Guns Allowed
No Guns Allowed è un singolo del rapper statunitense Snoop Lion, il quinto estratto dall'undicesimo album in studio Reincarnated e pubblicato il 20 aprile 2013.
Il singolo ha visto la partecipazione di Drake e Cori B.

## Tracce
- Lato A

1. No Guns Allowed (featuring Drake & Cori B) – 3:31

- Lato A

1. Lighters Up (featuring Mavado & Popcaan) – 3:46